# Kozłowo (gmina)
Pour les articles homonymes, voir Kozłowo.
Kozłowo est une gmina rurale du powiat de Nidzica, Varmie-Mazurie, dans le nord de la Pologne. Son siège est le village de Kozłowo, qui se situe environ 11 km au sud-ouest de Nidzica et 55 km au sud de la capitale régionale Olsztyn.
La gmina couvre une superficie de 254,01 km2 pour une population de 6 141 habitants.

## Géographie
La gmina inclut les villages de Bartki, Browina, Cebulki, Dziurdziewo, Górowo, Kozłowo, Krokowo, Michałki, Niedanowo, Pielgrzymowo, Rogóż, Sarnowo, Siemianowo, Sławka Mała, Sławka Wielka, Szkotowo, Szkudaj, Szymany, Turówko, Turowo, Ważyny, Wierzbowo, Wola, Zabłocie Kozłowskie, Zaborowo, Zakrzewko, Zakrzewo et Zalesie.
La gmina borde les gminy de Dąbrówno, Działdowo, Grunwald, Iłowo-Osada, Janowiec Kościelny, Nidzica et Olsztynek.